# 双缝实验中光子的动力学
双缝实验中光子的动力学描述了在双缝实验中，经典电磁波和其量子化的对应物——光子之间的关系。表面上，只要将经典场解释为光子的几率幅，光子的动力学似乎就能用经典的麦克斯韦方程组完全描述。然而，这种解释充满疏漏，并最终会导致矛盾的结论。也就是说，我们不能将电磁场看作是光子的波函数。主要原因在於，电磁场是物理实在的并且是可观测的；而从原理上说（即不管使用什么仪器），满足薛定谔方程的波函数都不是可观测量。从而，电磁场是一种物理实在的可观测场，而不仅仅代表了对振幅取模平方所对应的在某处找到光子的几率。而光子的波函数是否可定义，仍然是一个悬而未决的问题。

## 双缝实验的经典描述

### 电磁波方程
电磁波方程是一种简化了的麦克斯韦方程组，它描述了电磁场在真空或介质中的传播。电磁波方程的齐次形式，以电场{\displaystyle \mathbf {E} \,}或磁场{\displaystyle \mathbf {B} \,}的形式写成
{\displaystyle \nabla ^{2}\mathbf {E} \ -\ {1 \over c^{2}}{\partial ^{2}\mathbf {E}  \over \partial t^{2}}\ \ =\ \ 0}
{\displaystyle \nabla ^{2}\mathbf {B} \ -\ {1 \over c^{2}}{\partial ^{2}\mathbf {B}  \over \partial t^{2}}\ \ =\ \ 0}
其中{\displaystyle c\,}是真空或介质中的光速。对於真空，c = 2.998 x 108米/秒，也就是光在自由空间中的速度。
磁场和电场之间的联系由麦克斯韦修正的安培定律给出：
{\displaystyle \nabla \times \mathbf {B} ={1 \over c}{\frac {\partial \mathbf {E} }{\partial t}}}.

### 电磁波方程的平面波解
沿z方向传播的电磁波可由一个平面正弦波来给出（在厘米-克-秒制和国际单位制下）：
{\displaystyle \mathbf {E} (\mathbf {z} ,t)={\begin{pmatrix}E_{x}^{0}\cos \left(kz-\omega t+\alpha _{x}\right)\\E_{y}^{0}\cos \left(kz-\omega t+\alpha _{y}\right)\\0\end{pmatrix}}=E_{x}^{0}\cos \left(kz-\omega t+\alpha _{x}\right){\hat {\mathbf {x} }}\;+\;E_{y}^{0}\cos \left(kz-\omega t+\alpha _{y}\right){\hat {\mathbf {y} }}}
以上为电矢量。
{\displaystyle \mathbf {B} (\mathbf {z} ,t)={\hat {\mathbf {z} }}\times \mathbf {E} (\mathbf {z} ,t)={\begin{pmatrix}-E_{y}^{0}\cos \left(kz-\omega t+\alpha _{x}\right)\\E_{x}^{0}\cos \left(kz-\omega t+\alpha _{y}\right)\\0\end{pmatrix}}=-E_{y}^{0}\cos \left(kz-\omega t+\alpha _{y}\right){\hat {\mathbf {x} }}\;+\;E_{x}^{0}\cos \left(kz-\omega t+\alpha _{x}\right){\hat {\mathbf {y} }}}
以上为磁矢量，其中{\displaystyle k\,}是波数。
{\displaystyle \omega _{}^{}=ck}
是波的角频率。矢量正上方的标记分别表示x、y和z方向的单位矢量。
其中的参数包括振幅
{\displaystyle E_{x}^{0}=\mid \mathbf {E} \mid \cos \theta }
{\displaystyle E_{y}^{0}=\mid \mathbf {E} \mid \sin \theta }
和相位
{\displaystyle \alpha _{x}^{},\alpha _{y}}
其中
{\displaystyle \theta \ {\stackrel {\mathrm {def} }{=}}\ \tan ^{-1}\left({E_{y}^{0} \over E_{x}^{0}}\right)}.
{\displaystyle \mid \mathbf {E} \mid ^{2}\ {\stackrel {\mathrm {def} }{=}}\ \left(E_{x}^{0}\right)^{2}+\left(E_{y}^{0}\right)^{2}}.
这个解可被写为简洁的形式
{\displaystyle \mathbf {E} (\mathbf {z} ,t)=\mid \mathbf {E} \mid \mathrm {Re} \left\{|\psi \rangle \exp \left[i\left(kz-\omega t\right)\right]\right\}}
其中
{\displaystyle |\psi \rangle \ {\stackrel {\mathrm {def} }{=}}\ {\begin{pmatrix}\psi _{x}\\\psi _{y}\end{pmatrix}}={\begin{pmatrix}\cos \theta \exp \left(i\alpha _{x}\right)\\\sin \theta \exp \left(i\alpha _{y}\right)\end{pmatrix}}}

电磁辐射是横向振动的同相电场和磁场的传播。这一示意图表示了一个线偏振的平面电磁波从左向右的传播。

是x-y平面的琼斯矢量。这里这个矢量的记法是借用了量子力学中的狄拉克符号。之所以用狄拉克符号来标注琼斯矢量是希望将其理解为量子力学中的态矢量。

### 电磁波方程的球面波和柱面波解

#### 球面波
从一个源点发出的球面波解为
{\displaystyle \mathbf {E} (\mathbf {r} ,t)=\mid \mathbf {E} (\mathbf {r_{0}} ,t)\mid \left({r_{0} \over r}\right)\mathrm {Re} \left\{|\psi \rangle \exp \left[i\left(kr-\omega t\right)\right]\right\}}
其中{\displaystyle r\,}是从波源出发的距离，而{\displaystyle r_{0}\,}是对应电场强度 {\displaystyle \mathbf {E} (\mathbf {r_{0}} ,t)}的从波源出发的距离。
而磁场和电场的关系为
{\displaystyle \mathbf {B} (\mathbf {r} ,t)={\hat {\mathbf {r} }}\times \mathbf {E} (\mathbf {r} ,t)}
其中单位矢量是沿径向的。

#### 柱面波
从一根无限长波源线发出的柱面波解是贝塞尔函数。对於远源情形，解简化为如下形式：
{\displaystyle \mathbf {E} (\mathbf {r} ,t)=\mid \mathbf {E} (\mathbf {r_{0}} ,t)\mid \left({r_{0} \over r}\right)^{1/2}\mathrm {Re} \left\{|\psi \rangle \exp \left[i\left(kr-\omega t\right)\right]\right\}}
{\displaystyle \mathbf {B} (\mathbf {r} ,t)={\hat {\mathbf {r} }}\times \mathbf {E} (\mathbf {r} ,t)}
其中{\displaystyle r\,}和{\displaystyle r_{0}\,}的意义同上，和球面波呈{\displaystyle {\frac {1}{r}}\,}衰减相比，柱面波的衰减为{\displaystyle {\frac {1}{\sqrt {r}}}\,}。

### 惠更斯原理

惠更斯原理所描述的波的衍射

惠更斯原理指出，向前行进的波前上的每一点都实则为新的扰动中心，从而成为新的子波源；而波前本身是所有这些子波叠加形成的包络。
这个原理意味着一束平面波传播至一个屏障上两个相邻的狭缝时，这两个狭缝可视作相关的波源。如果狭缝本身的长度和观察者所在距离相比很长，则观察到的波是柱面波；反之则是球面波。对於任意一种情形，从狭缝发出的电场正比于
{\displaystyle \mathrm {Re} \left\{|\psi \rangle \exp \left[i\left(kr-\omega t\right)\right]\right\}\ {\stackrel {\mathrm {def} }{=}}\ \mathrm {Re} \left\{|\phi \rangle \right\}}.

### 干涉

双缝实验

考虑两个相邻距离为d的狭缝，在离狭缝距离为L处放置一个屏，则从狭缝1到屏上一点x的距离为
{\displaystyle r_{1}={\sqrt {L^{2}+x^{2}}}}
从狭缝2到屏上同一点x的距离为
{\displaystyle r_{2}={\sqrt {L^{2}+(x-d)^{2}}}}.
当L很大，而x和L相比很小时，两者的距离差近似等于
{\displaystyle \Delta r\approx {xd \over r_{1}}\approx {xd \over L}}.
场点x处的电场是来自每个狭缝的波前的叠加并正比于下面相位的实部：
{\displaystyle |\phi _{1}\rangle +|\phi _{2}\rangle =|\psi \rangle \left\{\exp \left[i\left(kr_{1}-\omega t\right)\right]+\exp \left[i\left(kr_{2}-\omega t\right)\right]\right\}=|\phi _{1}\rangle \exp \left[i\left(k\Delta r-\omega t\right)\right].}

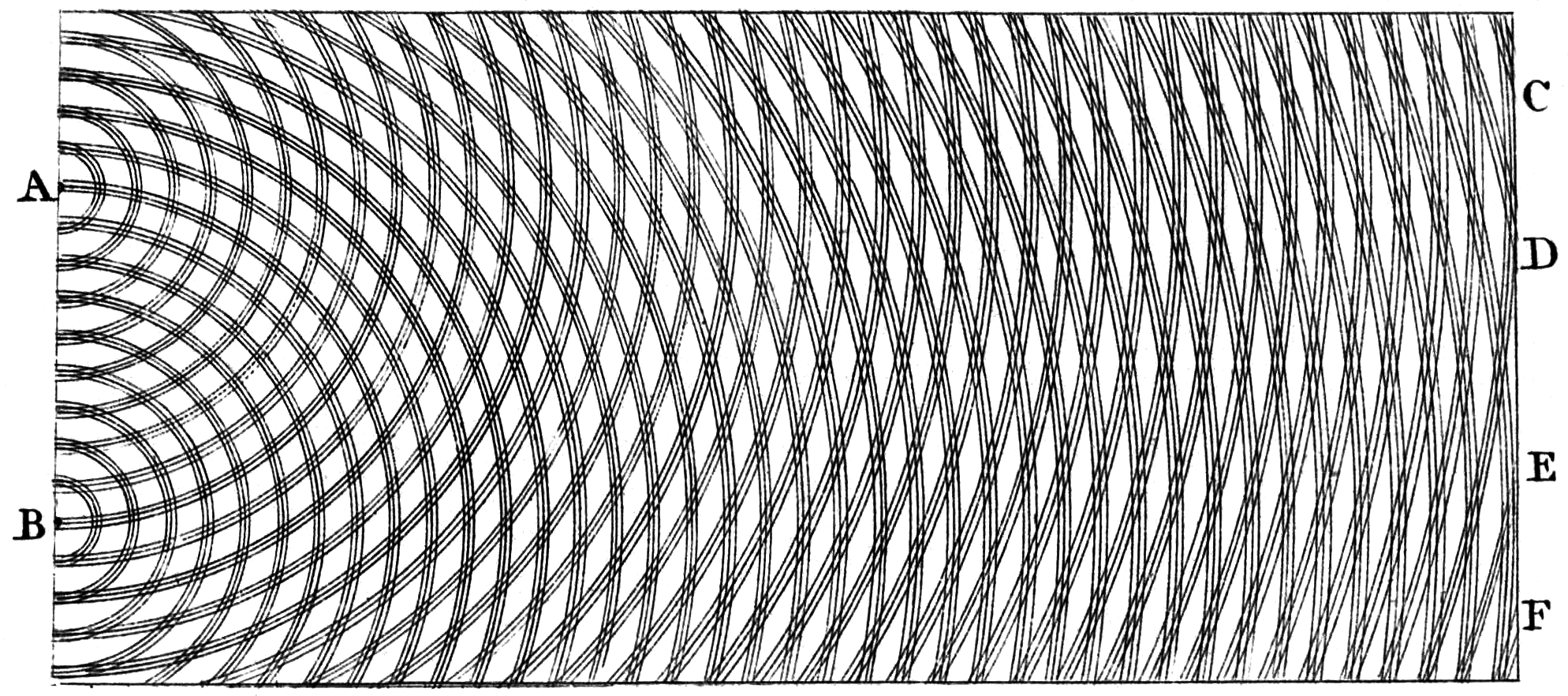
托马斯·杨描绘双缝实验的草图

入射到场点x的电磁波的总能量正比于电场的模平方，从而正比于
{\displaystyle \cos ^{2}\left(k\Delta r\right)\approx \cos ^{2}\left(2\pi {xd \over \lambda }\right)}
其中{\displaystyle \lambda \,}是电磁波的波长。当相位是{\displaystyle \pi \,}的整数倍时来自狭缝的两列波有相长干涉，形成干涉驻波的波腹：
{\displaystyle 2\pi {xd \over \lambda }=n\pi \quad n=0,1,2,\cdots }
即
{\displaystyle x_{n}={n\lambda  \over 2d}\quad n=0,1,2,\cdots }.
而在相位是{\displaystyle \pi /2\,}的奇数倍时有相消干涉，此时对应着干涉驻波中两个相邻波腹当中的波节。

## 双缝实验的量子描述
以上的处理方法都是经典的。不过，这种方法可以被推广成量子力学的方法，只需要将其中一个经典量重新解释为量子力学量。这个量就是上面用狄拉克符号写成的琼斯矢量{\displaystyle \mid \phi \rangle }：将其从原本双缝实验中的经典描述改为用於描述光子量子态的态矢量。

### 光子的能量和动量
通过普朗克的能量量子化假设和爱因斯坦对光电效应实验的解释，爱因斯坦提出了电磁波的能量是由不可再分的能量子组成的，这种不可再分的能量子称为光子。

#### 能量
由普朗克的能量量子化假设，光子的能量正比于电磁波的角频率：
{\displaystyle \epsilon =\hbar \omega }
则如在体积为V的盒子内存在有N个光子，电磁场的能量密度为{\displaystyle {N\hbar \omega  \over V}}。
根据对应原理，当光子数量很大时，量子化的能量密度必须和经典场的能量密度一致。从而对於很大的N，我们有
{\displaystyle {N\hbar \omega  \over V}={\mathcal {E}}_{c}={\frac {\mid \mathbf {E} \mid ^{2}}{8\pi }}}.
则可得到盒子中的光子数量
{\displaystyle N={\frac {V}{8\pi \hbar \omega }}\mid \mathbf {E} \mid ^{2}}.

#### 动量

用电子进行的双缝实验，用光子得到的结果也类似于此。本图描述的是随时间的累积，到达屏幕的电子的分布情况。

从对应原理还可以得到光子的动量，其动量密度对应着经典的玻印亭矢量除以光速的平方，即
{\displaystyle {\mathcal {P}}_{c}={N\hbar \omega  \over cV}={N\hbar k \over V}}
即一个光子的动量为{\displaystyle \hbar k}。

### 量子力学中的几率本性

#### 单个光子的干涉
将几率的概念应用到解释光子的行为时，有两种方法可以考虑：一种是用几率计算处在某个特定态上的可能的光子数量，另一种是用几率计算单个光子处在某个特定态上的可能性。前一种方法的结果会违反能量守恒；后一种方法虽然不直观但确实是可行的。狄拉克在双缝实验中对这一点进行了解释：
|                                                    | 在量子力学发现以前不久，人们就已了解到，光波和光子之间的联系必须是统计的性质。然而，他们没有清楚地了解到，波函数告诉我们的是一个光子在一特定位置上的几率，而不是在那个位置上可能有的光子数目。这一区别的重要性可在下面看清楚。假定我们令大量光子组成的光束分裂为两个强度相等的部分。按照光束的强度与其中可能的光子数目相联系的假定，我们就会得到，光子总数的一半分别走入每一组分。现在，如果使这两个组分互相干涉，我们就得要求，在一个组分中的一个光子能够与另一组分中的一个光子互相干涉。在某些情况下，这两个光子就要互相抵消，而在另一些情况下，它们就要产生四个光子。这样一来，就会和能量守恒相矛盾了。而新的理论把波函数与一个光子的几率联系起来，就克服了这一困难，因为这个理论认定，每一光子都是部分地走入两个组分中的每一个。这样，每一个光子只与它自己发生干涉。从来不会出现两个不同的光子之间的干涉。 |
| ——保罗·狄拉克，《量子力学原理》第四版，第一章第3节 | |

#### 几率幅
光子处於某一偏振态的几率取决于用麦克斯韦方程组描述的经典场；类似地，一个单光子的福柯态所对应的几率密度和其对应电磁场的能量密度的期望值有关。一般而言，量子力学中几率幅的叠加法则和经典的几率叠加看上去非常相似：
1. 两个先后过程的几率叠加得到的几率幅是每一个单独几率幅的乘积。
2. 一个过程可由多种不可区分的方法之一来完成，则它的几率幅是每一种独立方法的几率幅的和。
3. 过程发生的总几率是通过第1条和第2条所给出的几率幅的模平方。